# Képes Futár
Képes Futár – Temesvárt 1921–1922-ben havonta háromszor megjelent ismeretterjesztő és szépirodalmi képeslap.

## Története
Szerkesztette Damó Jenő. Főszerkesztőként László Tibor, felelős szerkesztőként a laptulajdonos Steffel János jegyezte a változatos tematikájú írásokat közlő, fényképekkel és rajzokkal illusztrált revüt. A lap belső munkatársa volt Braun Dezső zenekritikus. A szerkesztők írásai mellett rendszeresen szerepeltek a lapban Bardócz Árpád, Endre Károly, Kozmuth Artúr, Ligeti Sámuel, Jörgné Draskóczy Ilma, Szabolcska Mihály, Uhlyárik Béla és Vuchetich Endre cikkei, versei, műfordításai és karcolatai.
A lap illusztrátora Sinkovich Dezső iparművészeti tanár és Kóra-Korber Nándor festőművész, szerződtetett fényképésze Bronstein Jenő volt. A fototípiai klisék a budapesti Sokszorosító Ipar Rt. műhelyeiben készültek.